# WCT Tournament of Champions 1989
Il WCT Tournament of Champions 1989 è stato un torneo di tennis giocato sulla terra verde. Si è giocato al West Side Tennis Club di Forest Hills negli Stati Uniti. È stata la 13ª e ultima edizione del singolare, la 10ª e ultima del doppio. L'evento, parte del Nabisco Grand Prix 1989, si è giocato dal 1° al 7 maggio 1989.

## Campioni

### Singolare maschile
Ivan Lendl ha battuto in finale  Jaime Yzaga con il punteggio di 6–2, 6–1

### Doppio maschile
Rick Leach /  Jim Pugh hanno battuto in finale  Jim Courier /  Pete Sampras con il punteggio di 6–4, 6–2